# الیزابت بکر-پینکستون

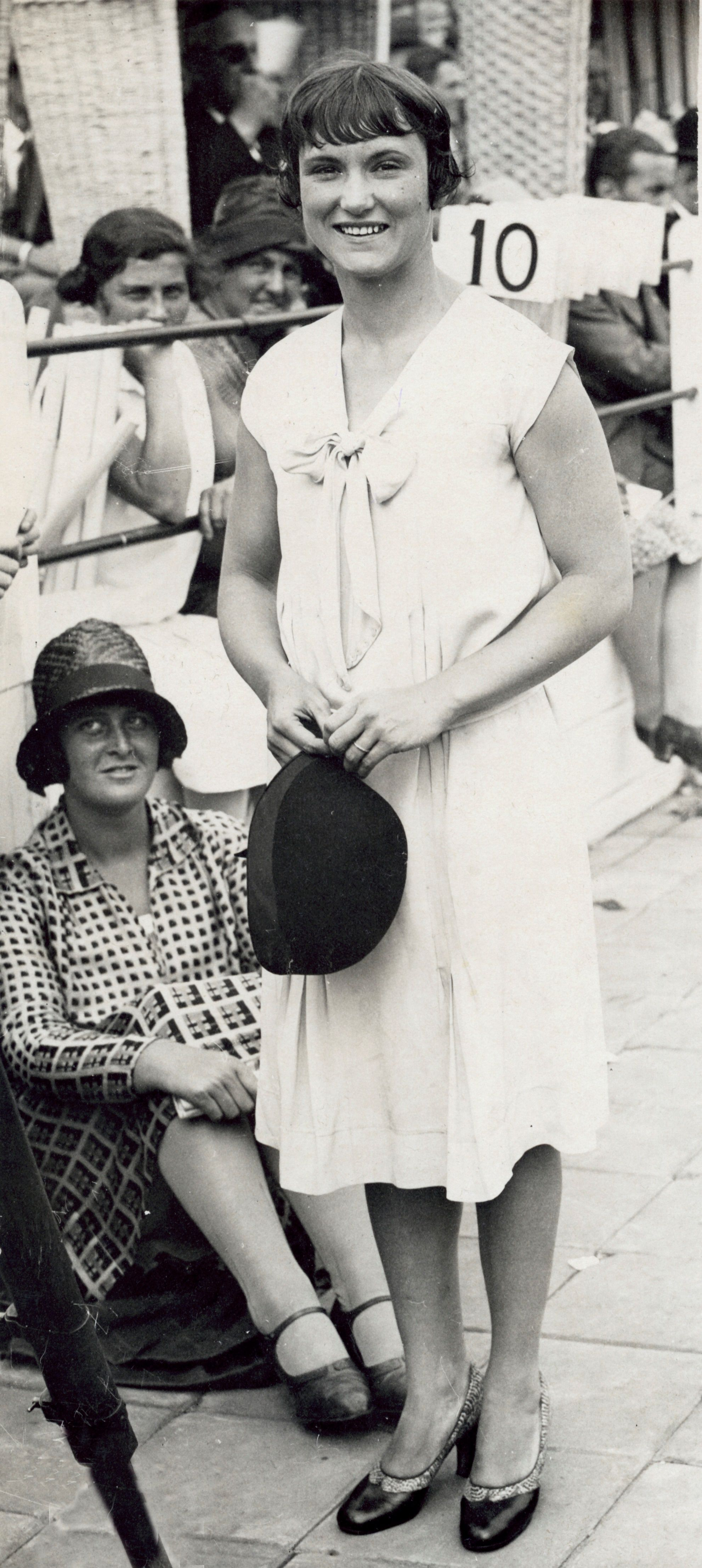

الیزابت بکر-پینکستون (انگلیسی: Elizabeth Becker-Pinkston; ۶ مارس ۱۹۰۳ – ۶ آوریل ۱۹۸۹) شیرجه‌رو اهل ایالات متحده آمریکا بود.